# Сант'Еуфемия а Майела
Сант'Еуфѐмия а Майѐла (на италиански: Sant'Eufemia a Maiella) е село и община в Южна Италия, провинция Пескара, регион Абруцо. Разположено е на 878 m надморска височина. Населението на общината е 305 души (към 2010 г.).